# 考爾菲爾德冰川
考爾菲爾德冰川（英語：Caulfeild Glacier），是南極洲的冰川，位於葛拉漢地的葛拉漢海岸，最終注入休吉冰川，在1959年由英國南極名稱諮詢委員會命名，現時由南極條約體系管理。